# Paul Koken

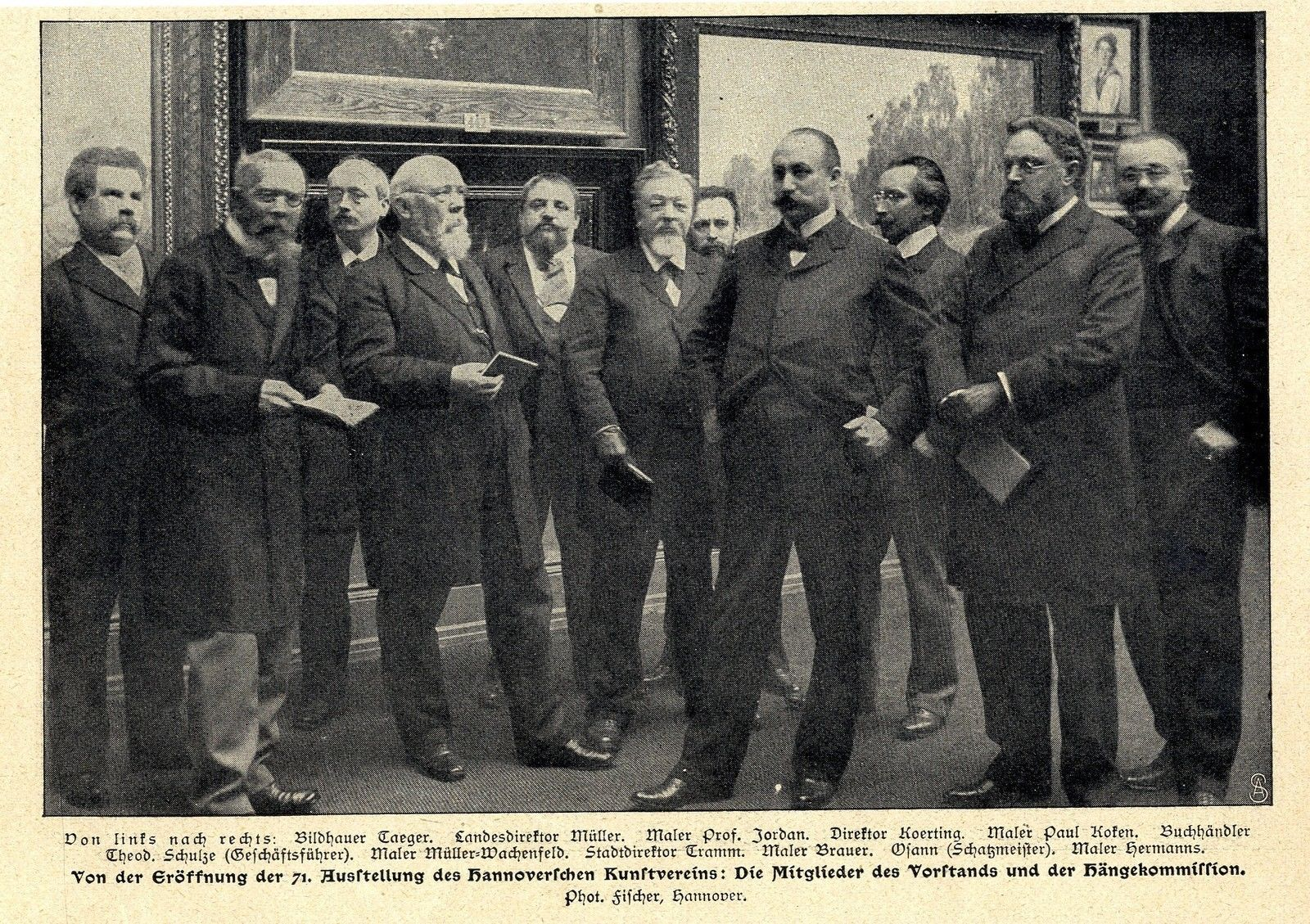
„Maler Paul Koken“ (5. von links) als Mitglied im Kunstverein Hannover bei dessen 71. Ausstellungs-Eröffnung;
Fotodruck nach einer Gruppenbild-Aufnahme von Ernst August Fischer, 1903

Karl Wilhelm Julius Paul Koken; * 2. Januar 1853 in Hannover; † 10. April 1910 ebenda) war ein deutscher Maler.

## Leben
Paul war der Sohn des Malers Edmund Koken und der Vater von Friedrich Hans Koken.

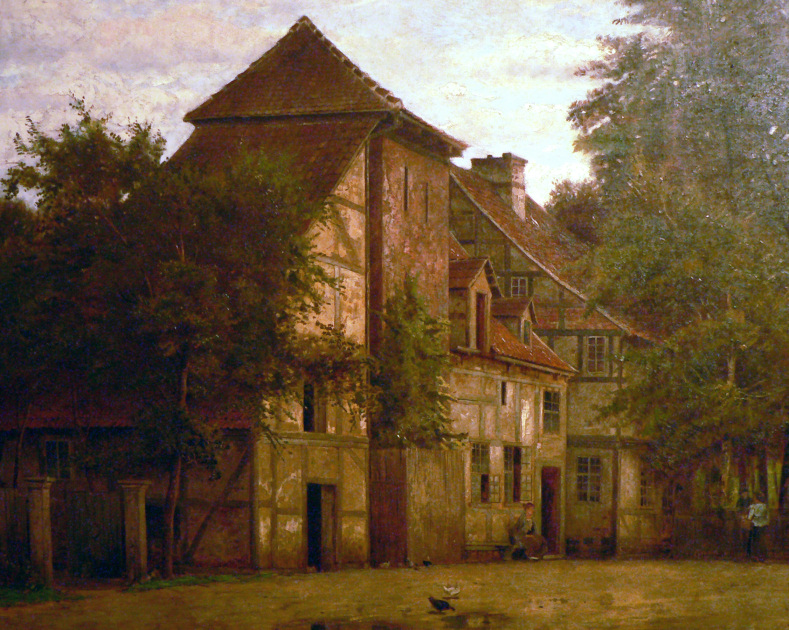
Pferdeturm (um 1880)

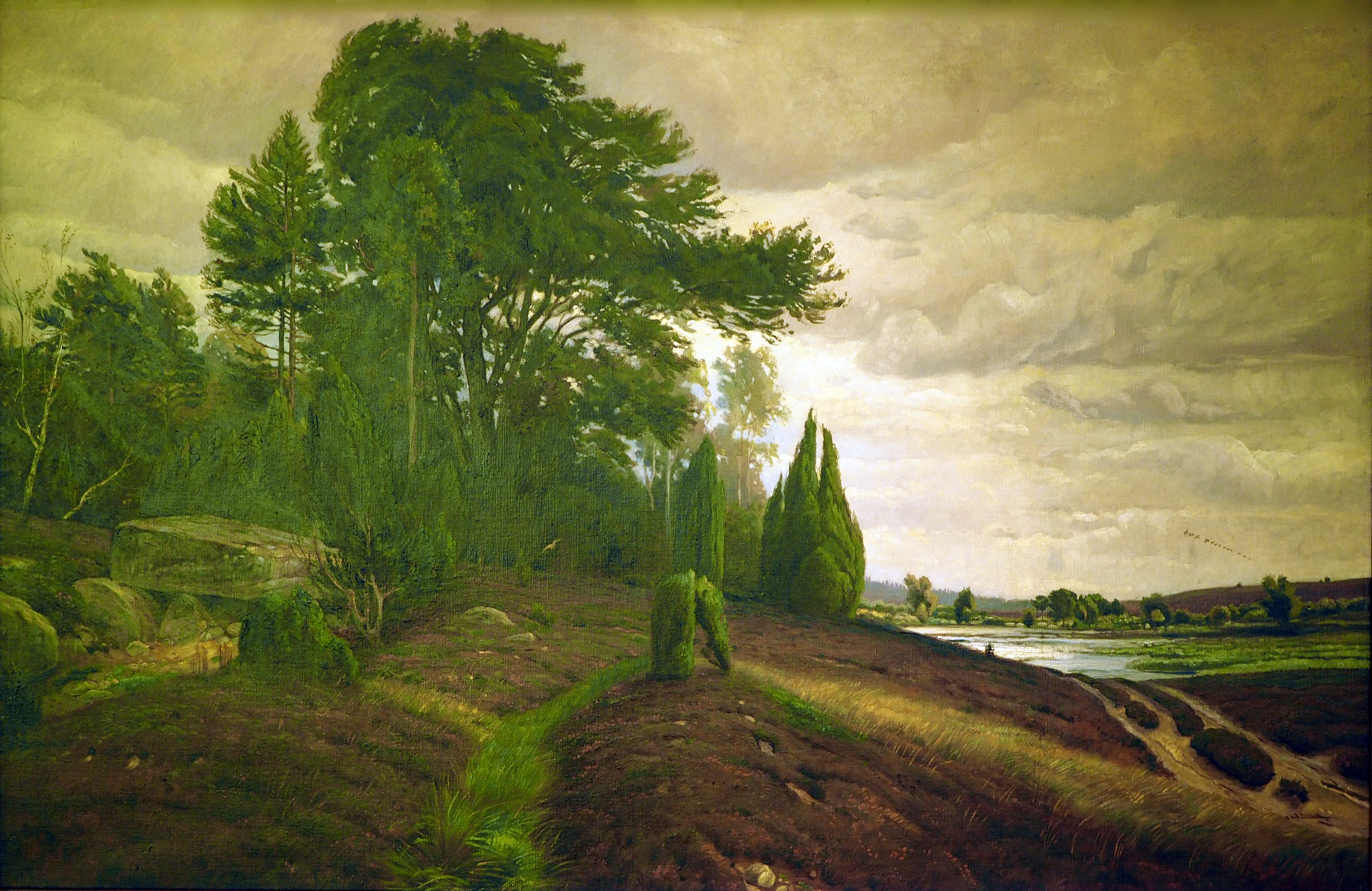
Großsteingrab in der Lüneburger Heide (um 1899)

Geboren in der Residenzstadt des Königreichs Hannover, wurde Paul in seiner frühen Jugend zunächst von seinem Vater Edmund in der Malerei unterrichtet. Wenige Jahre nach der Ausrufung des deutschen Kaiserreichs ging Paul Koken 1876 zum Studium erst nach München zu Adolf Heinrich Lier, dann an die Kunstschule Weimar, wo er seine Studien unter Theodor Hagen fortsetzte. Zusätzlich bildete sich Koken durch Studienreisen durch Deutschland und Italien.
1882 wurde Paul Koken Mitglied im Hannoverschen Künstlerverein.
2004 präsentierte das Historische Museum Hannover eine umfangreiche Retrospektive der hannoverschen Malerfamilie Edmund, Paul und Gustav Koken.
Am 11. November 2018 wurde eine Folge der Sendung Lieb & Teuer des NDR ausgestrahlt, die im Schloss Reinbek gedreht und von Janin Ullmann moderiert wurde. Darin wurde mit der Gemälde-Expertin Beate Rhenisch ein Gemälde von Paul Koken besprochen.